# Ibrahima Sonko
Ibrahima Sonko, född 22 januari 1981 i Bignona i Senegal är en senegalesisk före detta fotbollsspelare (försvarare). Hans kusin Bacary Sagna är också en professionell fotbollsspelare.

## Klubbkarriär
Sonko påbörjade sin karriär hos franska Saint-Étienne innan han flyttade till Grenoble. 2002 gick han till engelska Brentford innan han slutligen gick till Reading FC genom en Bosman-övergång 2004. Han blev snabbt populär bland supportrarna och fick smeknamnet "Stålmannen" för hans förmåga att hoppa högt för att nicka bort bollen. Det fanns t.o.m. att köpa t-shirts med motivet "Sonko is Superman" från Reading FC.

### Reading FC
Sonkos första säsong i Premier League var händelserik; han fick rött kort i matchen mot Aston Villa 23 augusti 2006 för att ha fällt Luke Moore i straffområdet. Juan Pablo Ángel gjorde mål på straffsparken som följde kortet och Reading förlorade med 1–2. Readings tränare Kevin Dillon uttalade sig senare om det röda kortet och ansåg att domaren hade bedömt situationen fel. Dillon sade: "Jag blev besviken på domarens reaktion. Det skulle vara en straffspark, men domaren överreagerade. Han kunde inte bärga sig att visa det röda kortet."

#### Chelsea-matchen
14 oktober 2006, i en omtalad match mot Chelsea, blev Carlo Cudicini medvetslös efter en utmaning från Sonko. Cudicini hade ersatt Petr Cech tidigare i matchen, som även han hade blivit svårt skadad. John Terry ersatte då Cudicini i målet men Chelsea vann ändå matchen med 1–0. 22 december samma år berättade Sonko att han var rädd, då han hade fått flera mordhot efter matchen.
11 december 2006 skrev Sonko på en förlängning av kontraktet med Reading som skulle sträcka sig till sommaren 2010.

#### Knäskada
20 januari 2007 skadade Sonko ena knät efter att ha fallit illa i deras 3–1-vinst mot Sheffield United och det sades att han skulle missa resten av säsongen. Han återvände i 20 oktober 2007 i deras 4–2-förlust mot Blackburn.

### Stoke City FC
Sonko skrev på för Stoke City den 29 augusti 2008, för ett bud värt 2 miljoner pund, vilket kunde höjas till 2,25 miljoner pund beroende på antal framträdanden.

## Landslagskarriär
Sonko föddes i Senegal men flyttade till Frankrike när han var sex år gammal. Trots det valde Sonko först att spela för Senegals landslag. Han representerade sitt hemland på U23-nivå men tackade nej till att spela i African Nations Cup 2006 för att istället hjälpa Reading till uppflyttning till Premier League. Senare meddelade han att han ville spela för Frankrike om han blev uttagen, men om han blev uttagen till Senegal innan skulle han välja det sistnämnda.
Sonko spelar i skrivande stund för Senegal i African Nations Cup som spelas mellan 20 januari och 10 februari 2008. Senegals tränare Henryk Kasperczak lät Sonko göra sin landslagsdebut 12 januari 2008 i deras 3–1-vinst mot Namibia i Dakar. Han spelade hela matchen som mittback.